# Amphipterygium amplifolium
Amphipterygium amplifolium là một loài thực vật có hoa trong họ Đào lộn hột. Loài này được (Hemsl. & Rose) Hemsl. & Rose ex Standl. mô tả khoa học đầu tiên năm 1923.